# Jouteur
Jouteur est un terme utilisé principalement à notre époque en improvisation pour désigner les artistes qui donnent le spectacle.
Un jouteur était aussi depuis le Moyen Âge, un participant aux joutes oratoires.
En 1991, l'oulipien Jacques Jouet a écrit Les z'hurleurs mettant en scène quatre jouteurs, cette pièce de théâtre était une commande de Catherine Dasté sur les joutes vebales versifiées.